# Рейсмусовий верстат

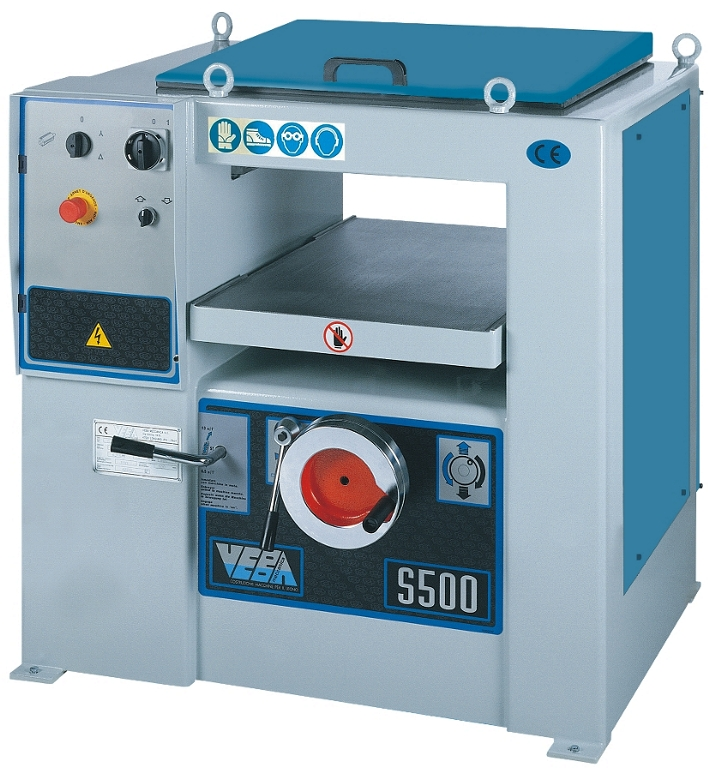
Малогабаритний рейсмусовий верстат

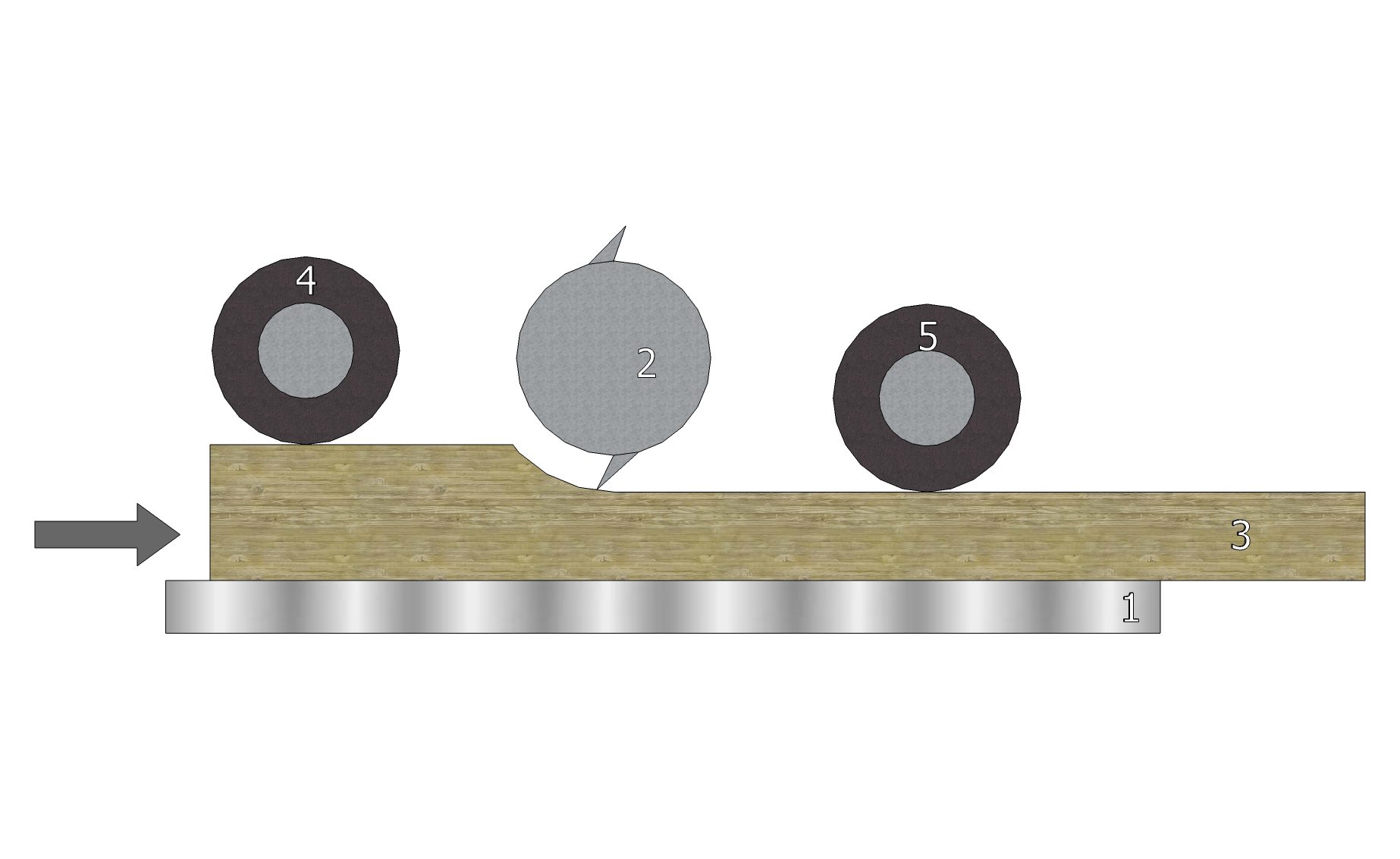
Схема обробки на односторонньому рейсмусовому верстаті

Ре́йсмусовий верста́т (від нім. Reißmaß — рейсмус, від нім. reißen — креслити і ісп. Maß — міра, розмір) — деревообробний поздовжньо-фрезерний верстат, призначений для поздовжнього одно- чи двостороннього оброблювання в розмір за товщиною поверхні плоских заготовок.

## Загальні поняття
Різальний інструмент верстата — ножовий вал (довга циліндрична фреза). Заготовку подають у верстат по горизонтальному (робочому) столу.
Розрізняють одно- і двобічні рейсмусові верстати. В однобічних рейсмусових верстатах є один ножовий вал, розміщений над робочим столом, по якому переміщується оброблювана заготовка. В двобічних рейсмусових верстатах (різновид — фугувально-рейсмусові верстати), крім ножового вала, розміщеного над столом, є вал, закріплений на столі (ним фрезерують нижню частину заготовки). 
Базування заготовки здійснюється по робочому столі, і, при необхідності, боковими роликами чи планкою. Заготовка утримується вальцями. Подача або ручна, або за допомогою вальців.
Подібні конструктивно фугувальний і двобічний рейсмусовий верстати часто комбінують у фугувально-рейсмусовий верстат.

## Технічні характеристики
На рейсмусових верстатах зазвичай обробляють заготовки (завширшки 315...1250, завтовшки 5...160 мм), попередньо простругані на фугувальних верстатах. Швидкість подавання заготовок на рейсмусових верстатах 5...30 м/хв.
Потужність електродвигуна приводу від 1 до 44 кВт. Діаметр ножових валів 100...165 мм. На валу встановлюються 2...4 ножі. Швидкість обертання валів 5 000...10 000 об/хв.